# Маршув
Маршув (пол. Marszów, нім. Marsdorf) — село в Польщі, у гміні Жари Жарського повіту Любуського воєводства.
Населення — 415 осіб (2011).
У 1975-1998 роках село належало до Зеленогурського воєводства.

## Демографія
Демографічна структура станом на 31 березня 2011 року:
|          | Загалом | Допрацездатний вік | Працездатний вік | Постпрацездатний вік |
| -------- | ------- | ------------------ | ---------------- | -------------------- |
| Чоловіки | 216     | 34                 | 162              | 20                   |
| Жінки    | 199     | 35                 | 137              | 27                   |
| Разом    | 415     | 69                 | 299              | 47                   |